# مایکل کلیم
مایکل کلیم (به انگلیسی: Michael Klim) (زادهٔ ۱۳ اوت ۱۹۷۷) شناگر اهل استرالیا است.